# Psiguria aurantiaca
Psiguria aurantiaca är en gurkväxtart som först beskrevs av Sidney Fay Blake, och fick sitt nu gällande namn av C.H. Nelson Sutherland och F.J. Fernandez Casas. Psiguria aurantiaca ingår i släktet Psiguria och familjen gurkväxter. Inga underarter finns listade i Catalogue of Life.